# Voo Air New Zealand 901
O voo Air New Zealand 901 foi um voo fretado para observação aérea turística na Antártida, saído do Aeroporto de Auckland, na Nova Zelândia. Voos desse tipo eram feitos pela aeronave McDonnell Douglas DC-10 e começaram em fevereiro de 1977. No dia 28 de novembro de 1979 o voo 901 (o 14.º voo do tipo) terminou quando o avião colidiu com o Monte Érebo na Ilha de Ross, matando todas as 257 pessoas a bordo, sendo 237 passageiros e 20 tripulantes.
A investigação inicial concluiu que o acidente foi causado por erro do piloto, mas o clamor público levou ao estabelecimento de uma Comissão Real de Inquérito sobre o acidente. A comissão, presidida pelo Ministro Peter Mahon QC, concluiu que o acidente foi provocado por uma correção feita nas coordenadas da trajetória de vôo na noite anterior ao desastre, somada a uma falha em informar a tripulação da mudança, com o resultado que a aeronave, em vez de ser dirigida por computador pelo estreito McMurdo (como a tripulação foi levada a acreditar), foi redirecionada para um caminho em direção ao Monte Erebus. O relatório do juiz Mahon acusou a Air New Zealand de apresentar "uma ladainha orquestrada de mentiras" e isso levou a mudanças na alta administração da companhia aérea. O Conselho Privado mais tarde decidiu que a descoberta de uma conspiração era uma violação da justiça natural e não era sustentada por evidências.

## Vôo e Aeronave
O vôo foi projetado e comercializado como uma experiência única de turismo, levando um experiente guia da Antártida que apontou características cênicas e pontos de referência usando o sistema de alto-falantes da aeronave, enquanto os passageiros desfrutavam de uma varredura em vôo baixo do estreito de McMurdo. Os voos partiram e voltaram para a Nova Zelândia no mesmo dia.

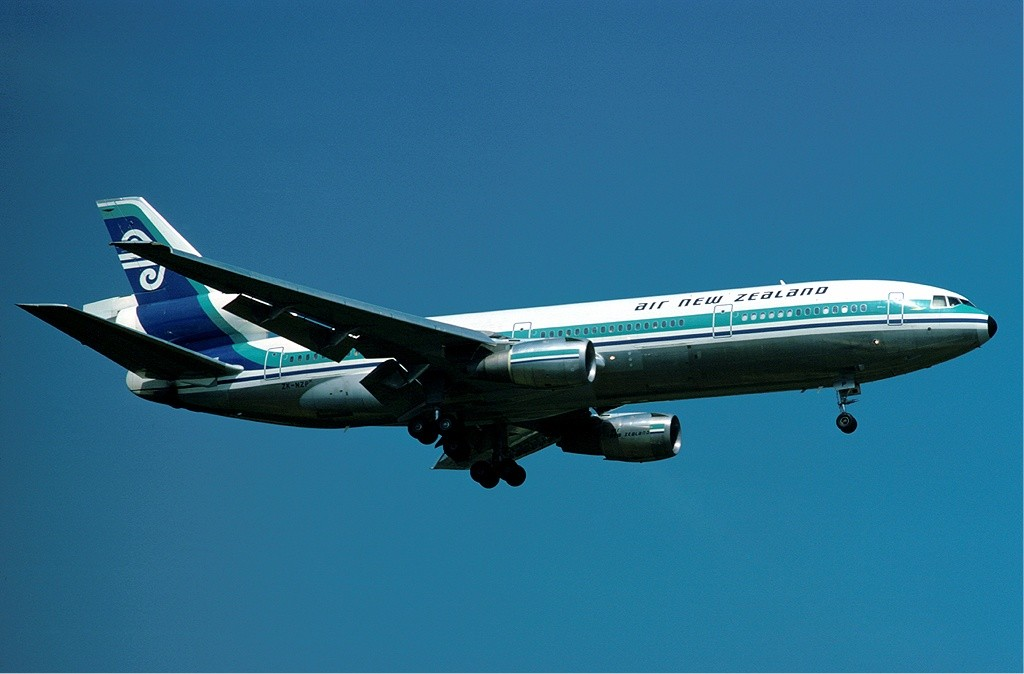
A aeronave, ZK-NZP, vista do Aeroporto de Heathrow em 1977.

O vôo 901 sairia do Aeroporto de Auckland às 8h para a Antártida e chegaria de volta ao Aeroporto Internacional de Christchurch às 19h, após voar um total de 5 360 milhas (8 600 km). A aeronave faria uma parada de 45 minutos em Christchurch para reabastecimento e troca de tripulação, antes de voar os restantes 464 milhas (750 km) para Auckland, chegando às 21h. Os bilhetes para os voos de novembro de 1979 custam NZ$ 359 por pessoa (NZ$ 1 279 em dezembro de 2016 com inflação relacionada ao transporte).
Dignitários, incluindo Sir Edmund Hillary, atuaram como guias em voos anteriores. Hillary foi escalada para servir de guia no voo fatal de 28 de novembro de 1979, mas teve que cancelar devido a outros compromissos. Seu amigo de longa data e companheiro de escalada, Peter Mulgrew, foi o seu guia.
Os voos geralmente operavam com cerca de 85% da capacidade; os assentos vazios, geralmente os da fila central, permitiam que os passageiros se movessem com mais facilidade pela cabine para olhar pelas janelas.
A aeronave usada nos voos da Antártica foram oito trijets McDonnell Douglas DC-10-30 da Air New Zealand. A aeronave em 28 de novembro foi registrada como ZK-NZP. O 182º DC-10 a ser construído e o quarto DC-10 a ser lançado pela Air New Zealand, o ZK-NZP, foi entregue à companhia aérea em 12 de dezembro de 1974 na fábrica da McDonnell Douglas em Long Beach. Ele registrou mais de 20 700 horas de vôo antes do acidente.

## Acidente

### Circunstâncias que ocorreu o acidente
O capitão Jim Collins e o co-piloto Greg Cassin nunca haviam voado para a Antártida antes (enquanto o engenheiro de vôo Gordon Brooks voou para a Antártica apenas uma vez), mas eram pilotos experientes e foram considerados qualificados para o vôo. Em 9 de novembro de 1979, 19 dias antes da partida, os dois pilotos participaram de um briefing no qual receberam uma cópia do plano de vôo do voo anterior.
O plano de vôo que havia sido aprovado em 1977 pela Divisão de Aviação Civil do Departamento de Transportes da Nova Zelândia era ao longo de uma faixa direta do Cabo Hallett ao farol não direcional de McMurdo (NDB), o que, coincidentemente, envolvia voar quase diretamente sobre o Pico de 12 448
-pé (3 800 m) do Monte Érebo. No entanto, devido a um erro de digitação nas coordenadas quando a rota foi informatizada, a impressão do sistema de computador de solo da Air New Zealand apresentada no briefing de 9 de novembro correspondia a uma trajetória de voo ao sul no meio do largo estreito de McMurdo, aproximadamente 27 milhas (43 km) a oeste do Monte Érebo. A maioria dos 13 voos anteriores também havia inserido as coordenadas deste plano de voo em seus sistemas de navegação da aeronave e voado na rota do Estreito de McMurdo, sem saber que a rota voada não correspondia à rota aprovada.
O capitão Leslie Simpson, o piloto de um vôo em 14 de novembro e também presente no briefing de 9 de novembro, comparou as coordenadas do farol de navegação McMurdo TACAN (aproximadamente 5 quilômetros (3,1 mi) a leste de McMurdo NDB), e o McMurdo waypoint que sua tripulação de vôo havia entrado no INS (Sistema de Navegação Inercial), e ficou surpreso ao descobrir uma grande distância entre os dois. Após seu vôo, o capitão Simpson informou a seção de navegação da Air New Zealand sobre a diferença de posições. Por motivos contestados, isso fez com que a seção de navegação da Air New Zealand resolvesse atualizar as coordenadas do waypoint McMurdo armazenadas no computador de solo para corresponder às coordenadas do farol TACAN McMurdo, apesar de também não corresponder à rota aprovada.
A seção de navegação mudou a coordenada do waypoint de McMurdo armazenada no sistema de computador de solo aproximadamente à 1h40 da manhã do vôo. Crucialmente, a tripulação do vôo 901 não foi notificada da mudança. A impressão do plano de voo entregue à tripulação na manhã do voo, que posteriormente foi inserida por eles no INS da aeronave, diferia do plano de voo apresentado no briefing de 9 de novembro e das marcações de mapa do Capitão Collins que ele havia preparado na noite anterior ao vôo fatal. A principal diferença era que o plano de vôo apresentado no briefing correspondia a uma trilha abaixo do estreito McMurdo, dando ao Monte Érebo um amplo cais a leste, enquanto o plano de vôo impresso na manhã do vôo correspondia a uma trilha que coincidia com o Monte Érebo, o que resultaria em uma colisão com o Monte Érebo se esta perna voasse a uma altitude inferior a 13 000 pés (4 000 m).
O programa de computador foi alterado de forma que o telex padrão enviado aos controladores de tráfego aéreo dos Estados Unidos nas instalações científicas da Antártica dos Estados Unidos na Estação McMurdo exibisse a palavra "McMurdo", em vez das coordenadas de latitude e longitude, para o ponto de passagem final. Durante a investigação subsequente, o Juiz Mahon concluiu que esta era uma tentativa deliberada de esconder das autoridades dos Estados Unidos que o plano de vôo havia sido alterado, e provavelmente porque era sabido que o Controle de Tráfego Aéreo dos Estados Unidos apresentaria uma objeção à nova rota de vôo.
O voo havia feito uma pausa durante a abordagem do estreito de McMurdo para realizar uma descida, por meio de uma manobra em forma de oito, através de uma lacuna na base de nuvens baixas (mais tarde estimada em aproximadamente 2 000 a 3 000 pés (610 a 910 m)) enquanto estiver sobre a água para estabelecer contato visual com pontos de referência da superfície e dar aos passageiros uma visão melhor. Foi estabelecido que a tripulação de voo desconhecia ou ignorava a altitude mínima segura (MSA) da rota aprovada de 16 000 pés (4 900 m) para a abordagem do Monte Érebo e 6 000 pés (1 800 m) no setor ao sul do Monte Érebo (e apenas quando a base da nuvem estava a 7 000 pés (2 100 m) ou melhor). Fotografias e notícias de voos anteriores mostraram que muitos deles também haviam voado em níveis substancialmente abaixo do MSA da rota. Além disso, os briefings pré-voo para voos anteriores tinham descidas aprovadas para qualquer altitude autorizada pelo US Air Traffic Controller (ATC) na Estação McMurdo. Como o ATC dos EUA esperava que o voo 901 seguisse a mesma rota dos voos anteriores pelo estreito de McMurdo, e de acordo com os waypoints de rota previamente informados pela Air New Zealand a eles, o ATC informou ao voo 901 que tinha um radar que poderia deixá-los na mão a 1 500 pés (460 m). No entanto, o equipamento de radar não detectou a aeronave e a tripulação também teve dificuldade em estabelecer comunicações em VHF. O equipamento de medição de distância (DME) não travou no Sistema Tático de Navegação Aérea McMurdo (TACAN) por qualquer período útil.
As transcrições do gravador de voz da cabine de comando dos últimos minutos do vôo antes do impacto com o Monte Érebo indicavam que a tripulação acreditava que estavam voando sobre o estreito McMurdo, bem a oeste do Monte Érebo e com a plataforma de gelo Ross visível no horizonte, quando na realidade eles estavam voando diretamente para a montanha. Apesar da maioria da tripulação estar empenhada em identificar pontos de referência visuais na época, eles nunca perceberam a montanha diretamente à sua frente. Aproximadamente seis minutos depois de completar uma descida em Condições Meteorológicas Visuais, o voo 901 colidiu com a montanha a uma altitude de aproximadamente 1 500 pés (460 m), nas encostas mais baixas da montanha de 12.448 pés (3.794 m) de altura. Fotografias de passageiros tiradas segundos antes da colisão removeram todas as dúvidas de uma teoria de "vôo em nuvem", mostrando uma visibilidade perfeitamente clara bem abaixo da base da nuvem, com marcos de 13 milhas (21 km) à esquerda e 10 milhas (16 km) à direita da aeronave visível.

### Mudanças nas coordenadas e partida
A tripulação inseriu as coordenadas no computador do avião antes de partir às 7h21 do Aeroporto Internacional de Auckland. Sem que eles soubessem, as coordenadas haviam sido modificadas naquela manhã para corrigir o erro introduzido anteriormente e não detectado até então. A tripulação evidentemente não verificou o waypoint de destino em um mapa topográfico (como fez o capitão Simpson no vôo de 14 de novembro) ou eles teriam notado a mudança. As cartas para a Antártida não estavam à disposição do piloto para fins de planejamento, sendo retidas Até que o vôo estivesse para decolar. As cartas eventualmente fornecidas, que foram carregadas na aeronave, não eram abrangentes o suficiente nem grandes o suficiente em escala para suportar plotagem detalhada. Essas verificações cruzadas (e mais crucialmente, o monitoramento em tempo real da posição real da aeronave sobre o solo) não foram apoiadas nem exigidas, nem mesmo incentivadas, pela Seção de Navegação da Air New Zealand.[carece de fontes?]
Essas novas coordenadas mudaram o plano de vôo para rastrear 27 milhas (43 km) a leste de seu entendimento. As coordenadas programavam o avião para sobrevoar o Monte Érebo, um vulcão de 12 448 pés (3 800 m), em vez de descer o estreito de McMurdo.
Cerca de quatro horas depois de uma decolagem tranquila, o vôo estava a 42 milhas (68 km) de distância da Estação McMurdo. O centro de comunicações de rádio lá permitiu que os pilotos descessem até 10 000 pé (3 000 m) e continuassem "visualmente". Os regulamentos de segurança aérea na época não permitiam que os voos descessem a menos de 6 000 pés (1 800 m), mesmo com bom tempo, embora a própria revista de viagens da Air New Zealand mostrasse fotografias de voos anteriores operando claramente abaixo de 6 000 pés (1 800 m). Collins acreditava que o avião estava sobre mar aberto.

### Colisão no Monte Érebo

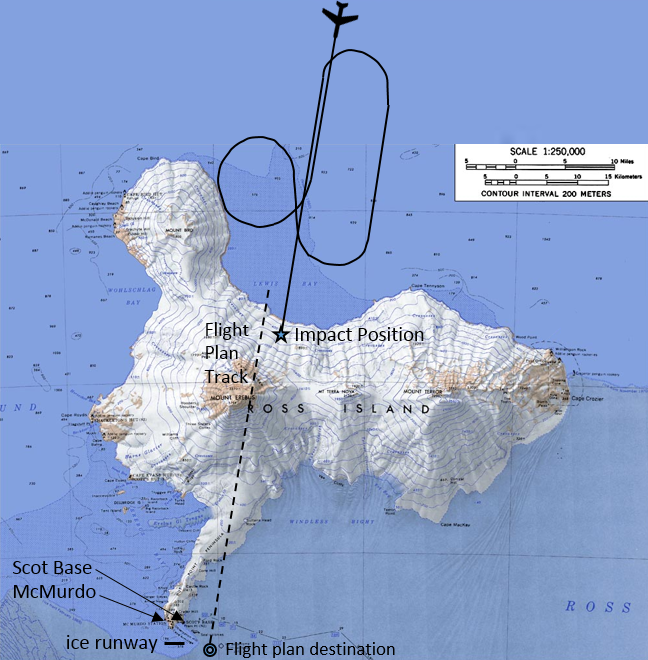
Trajetória do vôo 901

Collins disse à Estação McMurdo que cairia para 2 000 pés (610 m), momento em que mudou o controle da aeronave para o sistema de computador automatizado. Lá fora havia uma camada de nuvens que se misturava com o branco do vulcão coberto de neve, formando um whiteout de setor - não havia contraste entre as duas para alertar os pilotos. O efeito enganou a todos no convés de vôo, fazendo-os acreditar que a encosta branca da montanha era a Plataforma de Gelo Ross, uma enorme extensão de gelo flutuante derivada das grandes camadas de gelo da Antártica, que na verdade agora estava atrás da montanha. Como era pouco compreendido, mesmo por pilotos polares experientes, a Air New Zealand não havia fornecido nenhum treinamento para a tripulação de vôo sobre o fenômeno do apagão do setor. Conseqüentemente, a tripulação pensou que eles estavam voando ao longo do estreito de McMurdo, quando na verdade estavam voando sobre a Baía de Lewis em frente ao Monte. Erebus.
Às 12h49, o sistema de alerta de proximidade do solo (GPWS) começou a soar uma série de alarmes "whoop whoop pull up", avisando que o avião estava perigosamente perto do terreno. O gravador de voz da cabine (CVR) gravou o seguinte:
- GPWS: "Whoop whoop. Pull up. Whoop whoop..."
- F/E: "500 feet"
- GPWS: "...Pull up."
- F/E: "400 feet"
- GPWS: "Whoop, whoop. Pull up. Whoop whoop. Pull up."
- CA: "Go-around power please."
- GPWS: "Whoop, whoop. Pull-"
- CAM: [Sound of impact]

A potência de go-around foi imediatamente aplicado, mas era tarde demais. Não houve tempo para desviar a aeronave e, seis segundos depois, o avião colidiu com a lateral do Monte Erebus e explodiu, matando instantaneamente todos a bordo. O acidente ocorreu às 12h50 na posição de 77° 25′ 30″ S, 167° 27′ 30″ L e a uma altitude de 1 467 pés (450 m) AMSL.
A Estação McMurdo tentou entrar em contato com o vôo após o acidente e informou à sede da Air New Zealand em Auckland que a comunicação com a aeronave havia sido perdida. O pessoal de busca e resgate dos Estados Unidos foi colocado em espera.

### Nacionalidades dos passageiros e da tripulação
A Air New Zealand não havia perdido nenhum passageiro em um acidente ou incidente até a ocorrência desse evento. As nacionalidades dos passageiros e da tripulação incluíram:
| País           | Passageiros | Tripulação | Total |
| -------------- | ----------- | ---------- | ----- |
| Nova Zelândia  | 180         | 20         | 200   |
| Japão          | 24          | -          | 24    |
| Estados Unidos | 22          | -          | 22    |
| Reino Unido    | 6           | -          | 6     |
| Canadá         | 2           | -          | 2     |
| Austrália      | 1           | -          | 1     |
| França         | 1           | -          | 1     |
| Suíça          | 1           | -          | 1     |
| Total          | 237         | 20         | 257   |

## Resgate e recuperação

### Pesquisa inicial e descoberta
Às 14h, a Marinha dos Estados Unidos divulgou um relatório de situação afirmando:
O voo 901 da Air New Zealand falhou em reconhecer as transmissões de rádio. ... Uma aeronave LC-130 de asa fixa e duas aeronaves UH-1N de asa rotativa estão se preparando para lançamento para esforço SAR.:1
Os dados coletados às 15h43 foram adicionados ao relatório de situação, informando que a visibilidade era de 40 milhas (64 km). Também afirmou que seis aeronaves foram lançadas para encontrar o vôo.:2
O voo 901 deveria chegar de volta a Christchurch às 18h05 para uma parada incluindo reabastecimento e troca de tripulação antes de completar a viagem de volta a Auckland. Cerca de 50 passageiros também deveriam desembarcar em Christchurch. A equipe do aeroporto inicialmente disse às famílias que aguardavam que não era incomum que o voo atrasasse um pouco, mas, com o passar do tempo, ficou claro que algo estava errado.
Às 21h00, cerca de meia hora depois de o avião ficar sem combustível, a Air New Zealand informou à imprensa que acreditava que o avião estava perdido. As equipes de resgate procuraram ao longo da rota de vôo assumida, mas não encontraram nada. Às 12h55, a tripulação de uma aeronave da Marinha dos Estados Unidos descobriu destroços não identificados ao lado do Monte Érebo.:4 4 Nenhum sobrevivente pôde ser visto. Por volta das 9h, vinte horas após o acidente, helicópteros com equipes de busca conseguiram pousar na encosta da montanha. Eles confirmaram que os destroços eram do vôo 901 e que todos os 237 passageiros e 20 tripulantes morreram. A altitude do DC-10 no momento da colisão era de 1 465 pés (450 m).
A seção do estabilizador vertical do avião, com o logotipo koru claramente visível, foi encontrada na neve. Corpos e fragmentos da aeronave foram transportados de volta a Auckland para identificação. Os restos mortais de 44 das vítimas não foram identificados individualmente. Um funeral foi realizado para eles em 22 de fevereiro de 1980.

### Operação Overdue
O esforço de recuperação do vôo 901 foi chamado de "Operação Overdue".
Os esforços de recuperação foram extensos, em parte devido à pressão do Japão, já que 24 passageiros eram japoneses. A operação durou até 9 de dezembro de 1979, com até 60 trabalhadores de recuperação no local de cada vez. Uma equipe de policiais da Nova Zelândia e uma equipe de resgate da face da montanha foram enviados em uma aeronave No. 40 Squadron C-130 Hercules.[carece de fontes?]
O trabalho de identificação individual demorava muitas semanas e era realizado em grande parte por equipes de patologistas, dentistas e policiais. A equipe mortuária foi liderada pelo Inspetor Jim Morgan, que compilou e editou um relatório sobre a operação de recuperação. A manutenção de registros precisava ser meticulosa por causa do número e do estado fragmentado dos restos mortais que precisavam ser identificados para satisfação do legista. O exercício resultou em 83% dos falecidos eventualmente sendo identificados, às vezes a partir de evidências como um dedo capaz de produzir uma impressão ou chaves no bolso.[carece de fontes?]
O fato de que todos nós passamos cerca de uma semana acampados em tendas polares em meio aos destroços e cadáveres, mantendo um horário de trabalho de 24 horas diz tudo. Dividimos os homens em dois turnos (12 horas ligados e 12 horas livres) e recuperamos com grande esforço todos os restos mortais do local. Muitos corpos ficaram presos sob toneladas de fuselagem e asas e muito esforço físico foi necessário para desenterrá-los e extraí-los.

Inicialmente, havia muito pouca água no local e tínhamos apenas uma tigela para lavar as mãos antes de comer. A água estava negra. Nos primeiros dias no local não lavamos pratos e talheres após as refeições, mas passamos para o turno seguinte porque não conseguimos lavá-los. Não pude comer minha primeira refeição no local porque era um ensopado de carne. Nossas roupas polares ficaram cobertas de gordura humana negra (resultado de queimaduras nos corpos).
Ficamos aliviados quando o primeiro reabastecimento de luvas de lã chegou porque as nossas estavam saturadas de gordura humana, porém, precisávamos do movimento dos dedos que as luvas de lã proporcionavam, ou seja, anotar os detalhes do que vimos e atribuir números de corpo e grade a todos partes do corpo e rotulá-los. Todos os corpos e partes de corpos foram fotografados in situ por fotógrafos da Marinha dos EUA que trabalharam conosco. Além disso, o pessoal da Marinha dos EUA nos ajudou a levantar e embalar os corpos em sacos para corpos, o que foi um trabalho muito exaustivo.
Mais tarde, as gaivotas Skua foram devorando os corpos à nossa frente, causando-nos muita angústia mental e também destruindo as chances de identificação dos cadáveres. Tentamos espantá-los, mas sem sucesso, lançamos sinalizadores, também sem sucesso. Por causa disso, tivemos que recolher todos os corpos / partes que haviam sido ensacados e criar 11 grandes pilhas de restos mortais ao redor do local do acidente, a fim de enterrá-los sob a neve e manter os pássaros longe. Para fazer isso, tivemos que recolher a camada superior de neve sobre o local do acidente e enterrá-los, apenas mais tarde para descobri-los quando o tempo melhorasse e os helos pudessem voltar ao local. Foi um trabalho extremamente exaustivo.
Depois de quase terminarmos a missão, ficamos presos pelo mau tempo e isolados. Nesse momento, NZPO2 e eu permitimos que a bebida que havia sobrevivido ao acidente fosse distribuída e fizemos uma festa (macabra, mas tínhamos que desabafar).

Ficamos sem cigarros, uma catástrofe que fez com que todas as pessoas, civis e policiais no local, entregassem seus suprimentos pessoais para que pudéssemos distribuí-los igualmente e separar o que tínhamos. Quando o tempo melhorou, os helicópteros conseguiram voltar e nós conseguimos enganchar as pilhas de corpos em redes de carga sob os helicópteros e eles foram levados para McMurdo. Isso era duplamente cansativo porque também tínhamos que diminuir o número de funcionários a cada carregamento de helicóptero e isso deixava o restante das pessoas com mais trabalho a fazer. Foi cansativo descobrir os corpos e carregá-los, e perigoso também, pois os destroços do local do acidente foram levantados pelos rotores do helicóptero. Todos os envolvidos neste trabalho assumiram riscos. Os civis de McDonnell Douglas, MOT e pessoal da Marinha dos EUA foram os primeiros a partir e depois a Polícia e o DSIR o seguiram. Estou orgulhoso do meu serviço e dos de meus colegas no Monte Erebus.— Jim Morgan
Em 2006, a Medalha de Serviço Especial da Nova Zelândia (Erebus) foi instituída para reconhecer o serviço de neozelandeses e cidadãos dos Estados Unidos da América e de outros países, que estiveram envolvidos nas fases de recuperação de corpos, identificação e investigação de acidentes da Operação Overdue. Em 5 de junho de 2009, o governo da Nova Zelândia reconheceu alguns dos americanos que ajudaram na Operação Overdue durante uma cerimônia em Washington Um total de 40 americanos, principalmente membros da Marinha, são elegíveis para receber a medalha.

## Inquéritos sobre o acidente

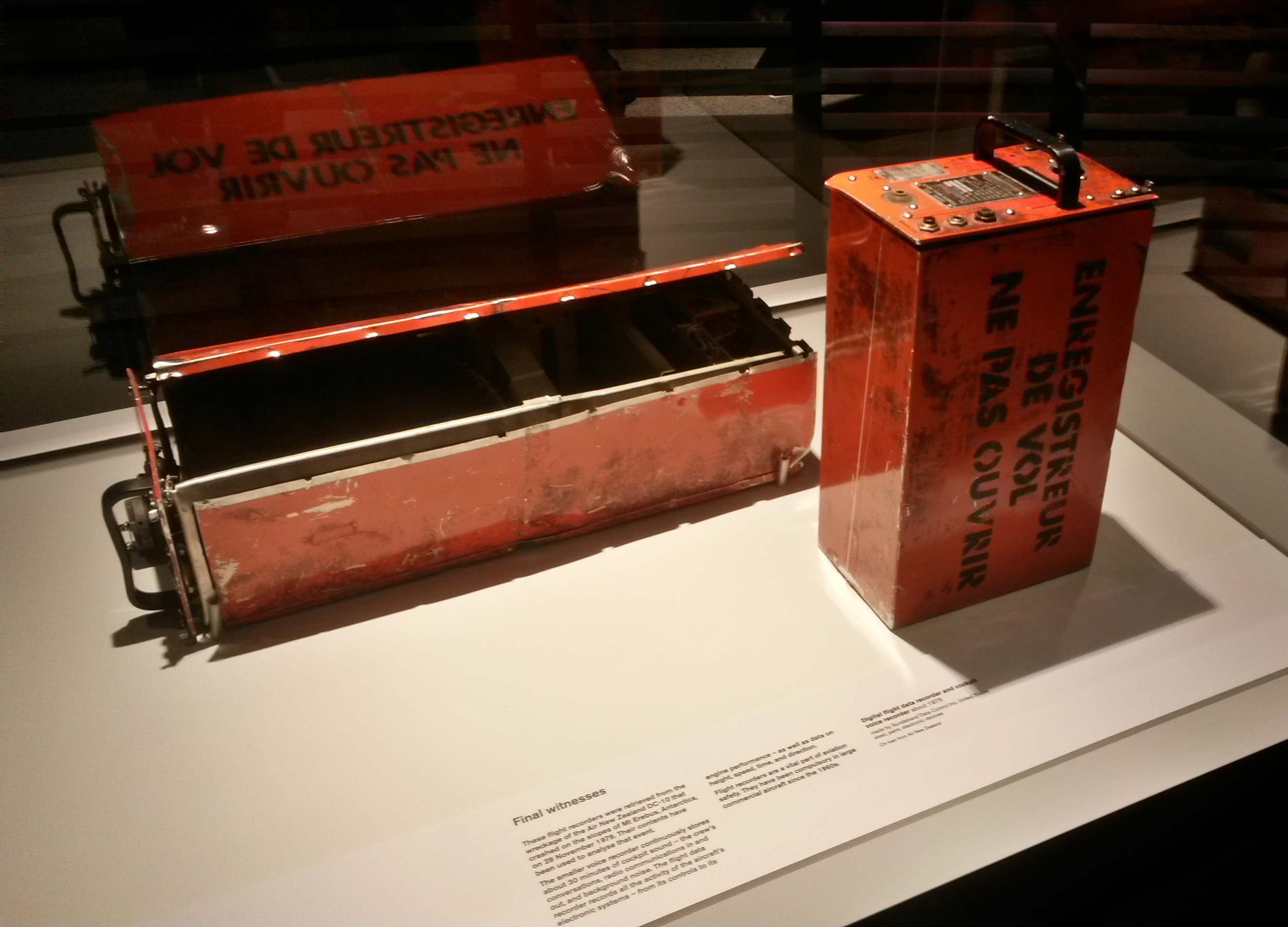
Os gravadores de voz e de dados do voo Air New Zealand 901 no Museum of New Zealand Te Papa Tongarewa (2015)

Apesar da queda do voo 901 em uma das partes mais isoladas do mundo, as evidências do local do acidente eram extensas. Tanto o gravador de voz da cabine quanto o gravador de dados de vôo estavam funcionando e podiam ser decifrados. Imagens fotográficas extensas dos momentos antes do acidente estavam disponíveis: sendo um voo turístico, a maioria dos passageiros carregava câmeras, a partir das quais a maior parte do filme poderia ser revelada.

### Relatório oficial do acidente
O relatório do acidente compilado pelo inspetor-chefe de acidentes aéreos da Nova Zelândia, Ron Chippindale, foi divulgado em 12 de junho de 1980. Citou o erro do piloto como a principal causa do acidente e atribuiu a culpa à decisão de Collins de descer abaixo do nível de altitude mínimo habitual , e continuar naquela altitude quando a tripulação não tivesse certeza da posição do avião. A altitude mínima habitual proibia descidas abaixo de 6 000 pés (1 800 m), mesmo em boas condições climáticas, mas uma combinação de fatores levou o capitão a acreditar que o avião estava sobre o mar (no meio do estreito de McMurdo e algumas pequenas ilhas baixas), e anteriores os pilotos do voo 901 voavam regularmente baixo sobre a área para dar aos passageiros uma visão melhor, como evidenciado por fotografias na própria revista de viagens da Air New Zealand e por relatos de primeira mão de pessoal baseado em solo na Base Scott da Nova Zelândia.

### Inquérito de Mahon
Em resposta à demanda pública, o governo da Nova Zelândia anunciou uma nova Comissão Real de Inquérito de um único homem sobre o acidente, a ser realizada pelo juiz Peter Mahon. Essa Comissão Real era "prejudicada" porque o prazo era extremamente curto; originalmente programado para 31 de outubro de 1980, foi posteriormente estendido quatro vezes.
O relatório de Mahon, divulgado em 27 de abril de 1981, inocentou a tripulação da culpa pelo desastre. Mahon disse que a causa única, dominante e eficaz do acidente foi a alteração da Air New Zealand das coordenadas do waypoint do plano de vôo no computador de navegação terrestre sem avisar a tripulação. O novo plano de vôo levou a aeronave diretamente sobre a montanha, em vez de ao longo de seu flanco. Devido às condições de whiteout, "um truque malévolo da luz polar", a tripulação não conseguiu identificar visualmente a montanha à sua frente. Além disso, eles podem ter experimentado um fenômeno meteorológico raro chamado whiteout de setor, que cria a ilusão visual de um horizonte plano ao longe. (Parecia ser uma lacuna muito ampla entre as camadas de nuvens, permitindo uma visão da distante plataforma de gelo de Ross e além.) Mahon observou que a tripulação de voo, com muitos milhares de horas de voo entre eles, tinha uma experiência considerável com extrema precisão do sistema de navegação inercial da aeronave. Mahon também descobriu que as instruções pré-voo para voos anteriores aprovaram descidas a qualquer altitude autorizada pelo US Air Traffic Controller (ATC) na Estação McMurdo, e que o centro de comunicações de rádio na Estação McMurdo realmente autorizou Collins a descer para 1 500 pés (460 m), abaixo do nível mínimo de segurança de 6 000 pés (1 800 m).
Em seu relatório, Mahon descobriu que executivos de companhias aéreas e pilotos seniores haviam se envolvido em uma conspiração para encobrir o inquérito, acusando-os de "uma ladainha orquestrada de mentiras" por encobrir evidências e mentir para os investigadores.:¶377 Mahon descobriu que, no relatório original, Chippindale tinha uma compreensão insuficiente do vôo envolvido na operação de companhias aéreas a jato, já que ele (e o CAA da Nova Zelândia em geral) estava tipicamente envolvido na investigação de acidentes simples de aeronaves leves. As técnicas de investigação de Chippindale foram reveladas como pouco rigorosas, o que permitiu que erros e lacunas evitáveis de conhecimento aparecessem nos relatórios. Consequentemente, Chippindale perdeu totalmente a importância da mudança do plano de vôo e as raras condições meteorológicas da Antártida. Se os pilotos tivessem sido informados da mudança do plano de vôo, o acidente teria sido evitado.

## Processos judiciais

### Revisão judicial
Em 20 de maio de 1981, a Air New Zealand requereu ao Supremo Tribunal da Nova Zelândia uma revisão judicial da ordem de Mahon de que pagasse mais da metade dos custos do Inquérito de Mahon e uma revisão judicial de algumas das conclusões de fato que Mahon havia feito em seu relatório. O recurso foi remetido para a Corte de Apelações, que, por unanimidade, anulou a decisão sobre as despesas. No entanto, o Tribunal de Recurso, por maioria, recusou-se a ir mais longe e, em particular, recusou-se a anular a conclusão de Mahon de que membros da administração da Air New Zealand conspiraram para cometer perjúrio antes do inquérito para encobrir os erros o pessoal de solo.

### Recurso do Conselho Privado
Mahon então apelou para o Conselho Privado de Londres contra a decisão do Tribunal de Apelação. As suas conclusões quanto à causa do acidente, nomeadamente a reprogramação do plano de voo da aeronave pela tripulação de terra, que não informou a tripulação de voo, não foi contestada no Tribunal de Recurso e, portanto, não foi contestada no Conselho Privado. Sua conclusão de que o acidente foi o resultado da tripulação ter sido mal direcionada quanto à sua trajetória de vôo, e não devido a erro do piloto, permaneceu.
Sobre a questão da Air New Zealand declarando uma altitude mínima de 6 000 pés para os pilotos nas proximidades da Base de McMurdo, o Conselho Privado declarou "Suas Senhorias aceitam sem reservas que ... as evidências fornecidas por vários dos pilotos executivos no inquérito eram falsas. Mas, mesmo sendo falso ... não pode ter feito parte de um plano predeterminado de engano. As testemunhas em quem o juiz desacreditou nesta questão eram, como seu senhorio deve aceitar, sendo mentirosas ... elas também estavam sendo singularmente ingênuas. Bastante além da massa de evidências de voos em baixas altitudes e a publicidade dada a eles ... não é concebível que testemunhas individuais tenham negado falsamente o conhecimento de voo baixo em voos anteriores da Antártica em uma tentativa concertada de enganar alguém".
Mas os Lordes da Lei do Conselho Privado sob a presidência de Lord Diplock concordaram efetivamente com algumas das opiniões da minoria no Tribunal de Recurso ao concluir que Mahon agiu em violação da justiça natural ao fazer sua conclusão de uma conspiração pela gestão da Air New Zeland e não foi apoiada pelas evidências. Em sua sentença, proferida em 20 de outubro de 1983, o Conselho Privado, portanto, negou provimento ao recurso de Mahon. O pesquisador de aviação John King escreveu em seu livro New Zealand Tragedies, Aviation:
Eles demoliram sua caixa (a caixa de Mahon para um encobrimento) item por item, incluindo o Anexo 164 que, segundo eles, não poderia "ser entendido por nenhum piloto experiente como destinado a fins de navegação" e foram ainda mais longe, dizendo que não havia prova clara para basear a descoberta de que um plano de fraude, liderado pelo executivo-chefe da empresa, já existiu.
A "Prova 164" era um diagrama fotocopiado do estreito de McMurdo mostrando uma rota de voo para o sul passando a oeste da Ilha de Ross e uma rota para o norte passando pela ilha a leste. O diagrama não se estendeu o suficiente para o sul para mostrar onde, como ou mesmo se eles se juntaram e deixaram os dois caminhos desconectados. Foram fornecidas evidências de que o diagrama havia sido incluído na documentação de instrução da tripulação de vôo.

## Legado do desastre
A queda do vôo 901 é um dos três desastres mais mortais da Nova Zelândia - os outros foram o desastre do navio Cospatrick em 1874, no qual 470 pessoas morreram, e o terremoto de Hawke's Bay em 1931, que matou 256 pessoas. No momento do desastre, foi o quarto acidente aéreo mais mortal de todos os tempos. Em janeiro de 2021, o acidente continua sendo o acidente mais mortal da Air New Zealand, bem como o desastre mais mortal da Nova Zelândia em tempos de paz.
O voo 901, em conjunto com a queda do voo 191 da American Airlines em Chicago seis meses antes (25 de maio), prejudicou gravemente a reputação do McDonnell Douglas DC-10. Após a queda de Chicago, a FAA retirou o certificado de tipo do DC-10 em 6 de junho, que suspendeu todos os DC-10s registrados nos EUA e proibiu qualquer governo estrangeiro que tivesse um acordo bilateral com os Estados Unidos sobre as certificações de aeronaves de voar seus DC-10s , que incluiu os sete DC-10s da Air New Zealand. A frota DC-10 da Air New Zealand ficou parada até que as medidas da FAA fossem rescindidas cinco semanas depois, em 13 de julho, após todas as companhias aéreas terem concluído as modificações que responderam aos problemas descobertos no incidente do voo 191 da American Airlines.
O voo 901 foi o terceiro acidente mais mortal envolvendo um DC-10, após o voo 981 da Turkish Airlines e o voo 191 da American Airlines. O evento marcou o início do fim para a frota DC-10 da Air New Zealand, embora houvesse conversas antes do acidente de substituir a aeronave; DC-10s foram substituídos por Boeing 747 a partir de meados de 1981, e o último DC-10 da Air New Zealand voou em dezembro de 1982. A ocorrência também significou o fim dos voos turísticos da Antártida operados comercialmente - a Air New Zealand cancelou todos os seus voos na Antártida após o voo 901, e a Qantas suspendeu seus voos na Antártica em fevereiro de 1980, retornando apenas de forma limitada novamente em 1994.
Quase todos os destroços da aeronave ainda estão onde pararam nas encostas do Monte Érebo, já que sua localização remota e as condições climáticas podem dificultar as operações de recuperação. Durante os períodos de frio, os destroços são soterrados por uma camada de neve e gelo. Durante os períodos quentes, quando a neve recua, ela é visível do ar.
Após o incidente, todos os voos fretados da Nova Zelândia para a Antártida cessaram e não foram retomados até 2013, quando um Boeing 747-400 fretado da Qantas partiu de Auckland para um voo turístico sobre o continente.
O relatório do juiz Mahon foi finalmente apresentado no Parlamento pelo então Ministro dos Transportes, Maurice Williamson, em 1999.
Na lista de homenagens ao aniversário da rainha da Nova Zelândia em junho de 2007, o capitão Gordon Vette foi premiado com o ONZM (Oficial da Ordem de Mérito da Nova Zelândia), reconhecendo seus serviços em auxiliar o Juiz Mahon durante o Inquérito Erebus. O livro de Vette, Impact Erebus, fornece um comentário sobre o voo, sua queda e as investigações subsequentes.
Em 2008, Justice Mahon foi postumamente premiado com o Jim Collins Memorial Award da New Zealand Airline Pilots Association por contribuições excepcionais à segurança aérea, "mudando para sempre a abordagem geral usada nas investigações de acidentes de transporte em todo o mundo."
Em 2009, o CEO da Air New Zealand, Rob Fyfe, pediu desculpas a todos os afetados que não receberam o apoio apropriado e a compaixão da empresa após o incidente, e revelou uma escultura comemorativa em sua sede.
Em 28 de novembro de 2019, aniversário de 40 anos do desastre, a primeira-ministra da Nova Zelândia, Jacinda Ardern, junto com o governo nacional, apresentou um pedido formal de desculpas às famílias das vítimas. Ardern "[expressou] pesar em nome da Air New Zealand pelo acidente", e "[desculpou-se] em nome da companhia aérea que há 40 anos falhou em seu dever de cuidar de seus passageiros e funcionários."
O registro da aeronave acidentada, ZK-NZP, não foi reemitido.

## Memoriais

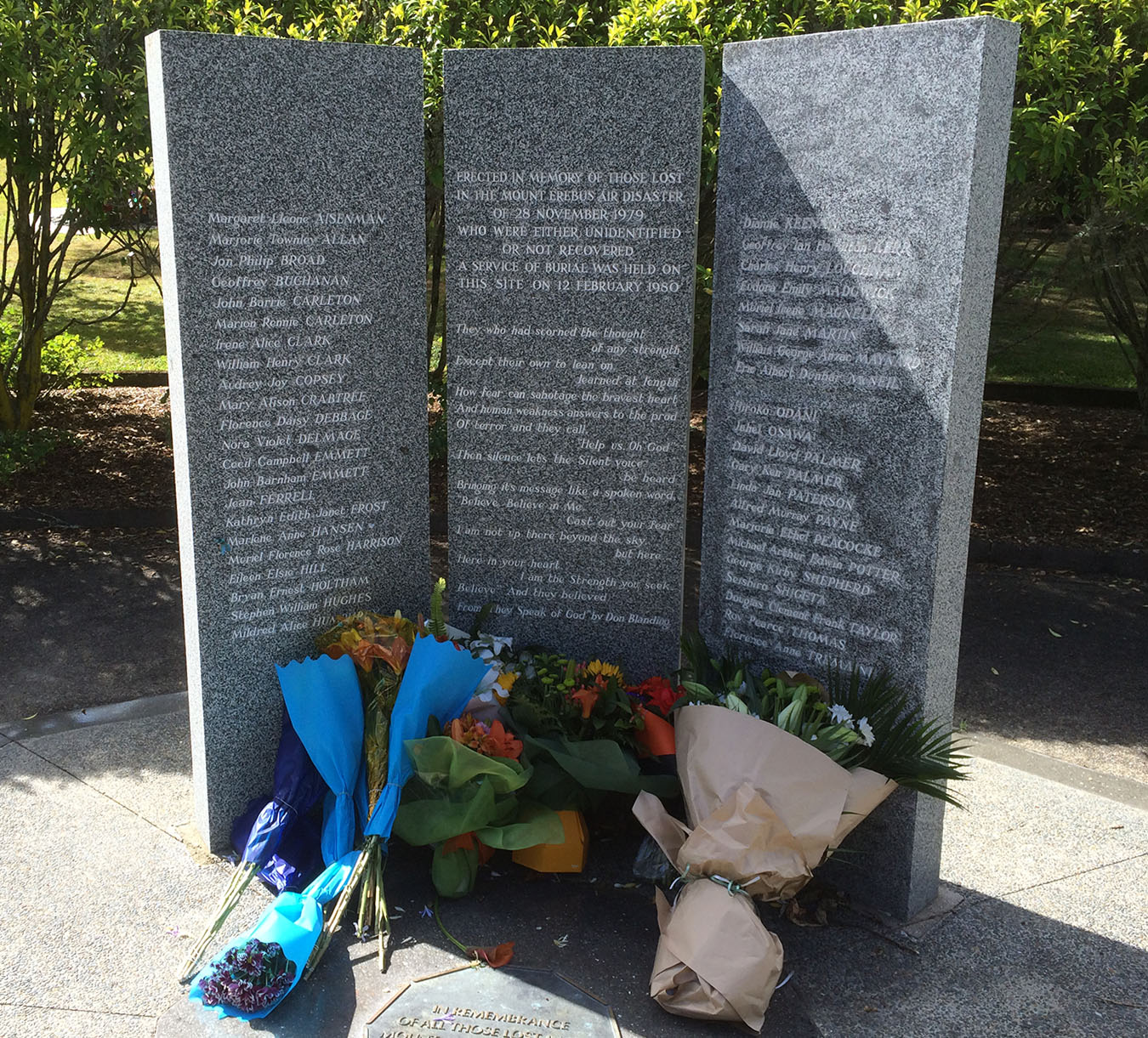
Fotografia do Memorial Erebus no Cemitério de Waikumete, Glen Eden, Auckland. Janeiro de 2014

Uma cruz de madeira foi erguida na montanha acima da Base Scott para lembrar o acidente. Foi substituído em 1986 por uma cruz de alumínio depois que o original foi erodido por baixas temperaturas, vento e umidade.
O memorial para os 16 passageiros que não foram identificados e os 28 cujos corpos nunca foram encontrados está no Cemitério de Waikumete em Glen Eden, Auckland. Ao lado do memorial está uma cerejeira japonesa, plantada como um memorial aos 24 passageiros japoneses que morreram a bordo do vôo 901.
Um memorial aos membros da tripulação do vôo 901 está localizado ao lado do aeroporto de Auckland, na Tom Pearce Drive, no extremo leste da zona do aeroporto.
Em janeiro de 2010, um koru esculpido de 26
-quilograma (57 lb) contendo cartas escritas pelos entes queridos daqueles que morreram foi colocado ao lado da cruz da Antártida. Originalmente, deveria ter sido colocado no local por seis parentes das vítimas no 30º aniversário do acidente, 28 de novembro de 2009, mas foi adiado por dois meses devido ao mau tempo. Foi planejado para uma segunda cápsula koru, espelhando a primeira cápsula, a ser colocada na Base de Scott em 2011.
O poema "Erebus", do escritor americano Jane Summer, é uma homenagem a um amigo próximo que morreu na tragédia e, em uma façanha de 'poesia investigativa', explora a cadeia de decisões erradas que causou o acidente.
Em 2019, foi anunciado que um memorial nacional seria instalado em Parnell Rose Gardens, com um parente de uma das vítimas do acidente afirmando que era o lugar certo. No entanto, os residentes locais criticaram a localização do memorial, dizendo que "destruiria o ambiente do parque".

## Na cultura popular
Uma minissérie de televisão, Erebus: The Aftermath, com foco na investigação e na Royal Commission of Inquiry, foi transmitida na Nova Zelândia e na Austrália em 1988.
A frase "uma ladainha orquestrada de mentiras" entrou na cultura popular da Nova Zelândia por alguns anos.
O desastre aparece no episódio da 5ª temporada 2 do documentário do The Weather Channel, Why Planes Crash. O episódio é intitulado "Sudden Impact" (Impacto Repentino em tradução livre), e foi ao ar pela primeira vez em janeiro de 2015.